# Sage (comics)
Pour les articles homonymes, voir Sage (homonymie).
Sage est un personnage de fiction appartenant à l'univers de Marvel Comics. Créée par Chris Claremont et John Byrne, elle est apparue pour la première fois dans le comic book X-Men #132, en 1980.

## Biographie fictive
Sage, alias Tessa, serait née dans un pays des Balkans. Encore enfant, elle rencontre le Professeur Xavier en Afghanistan, lorsque l'Américain affronte l'alien Lucifer et se retrouve avec les jambes brisées dans une grotte. Xavier reconnaît en Tessa une mutante. Elle l'aide à rejoindre la civilisation, jusqu'à un hôpital.
Quelques années plus tard, alors que Xavier forme la première équipe de X-Men, il reprend contact avec Tessa et l'envoie espionner le Club des Damnés et Sebastian Shaw. Il l'aide secrètement à maîtriser ses pouvoirs naissants.
Ainsi, pendant de nombreuses années, Tessa passe pour l'assistante du Roi Noir, qu'elle aide à battre au jeu le télépathe Elias Bogan. Elle rencontre aussi Emma Frost, la Reine Blanche, et avertit discrètement la jeune Elizabeth Braddock de rejoindre les X-Men, qui se méfiaient d'elle, la considérant comme une ennemie.
Quand le Club doit s'allier aux X-Men pour vaincre le robot Nemrod, elle offre l'asile aux mutants, ce qui résulte par la suite en l'adhésion de Magneto et Tornade au Club. Quand Magnéto devient le nouveau Roi Blanc, il bannit Shaw, mais garde Tessa à son poste, ignorant sa relation avec Xavier.
Le Club est plus tard pris pour cible par les Parvenus, et Shaw est apparemment tué par son fils Shinobi, tandis qu'Emma Frost tombe dans un profond coma. Tessa est forcée de travailler pour Shinobi, et elle en profite pour manipuler le jeune homme ambitieux, détournant son attention des grands projets du Club.
Des années plus tard, alors qu'Elias Bogan, de retour, tente de la plier à sa volonté, elle est abandonnée par Shaw. Elle sera toutefois secourue par Tornade, qui la ramène à l'institut Xavier. Tessa révèle ainsi sa véritable identité et la mission que lui a confiée Charles Xavier en l'envoyant au Club des Damnés.
Tornade fonde les X-Treme X-Men qui ont pour but de retrouver les Carnets de Destinée, et Tessa accepte un poste d'analyste dans l'équipe. Elle prend alors le nom de Sage. C'est à cette période qu'elle utilise son pouvoir d'évolution des mutations et bouleverse la vie de nombreux X-Men, comme le Fauve, Gambit, ou encore Slipstream. Après un certain nombre d'aventures, Tornade se désolidarise de l'idée de Xavier et entreprend de rencontrer les gouvernements mondiaux pour leur faire accepter officiellement le concept d'une police mutante. L'équipe X-Treme X-Men devient le X.S.E. (Xavier Sanction Executive) et retourne s'installer à l'institut Xavier, à Westchester.

### Après le M-Day
Après un temps passé à surveiller Solar, devenu Lord du Club des Damnés, elle part en Angleterre rejoindre la nouvelle équipe Excalibur. Les héros affrontent le Roi d'Ombre. C'est elle qui permet à Nocturne de surmonter son attaque cardiaque.
Quand Albion, un conquérant extra-dimensionnel, attaque l'Angleterre, elle se crée l'identité de Diana Fox, acquise à sa cause. Le tyran la nomme Britannia, Capitaine de son armée. Mais en secret, Albion exerce un contrôle mentale total sur elle, et elle devient bientôt une véritable alliée du guerrier. Lors d'un combat contre Excalibur, elle retrouve toutefois sa personnalité. Avec Lionheart, elle vainc Albion.

## Pouvoirs
- Sage est une mutante dont le cerveau fonctionne de la même manière qu'un ordinateur, avec une capacité photographique et mémorielle illimitée. Elle n'oublie rien de ce qu'elle voit, entend ou comprend. Elle peut effectuer plusieurs fonctions mentales au même moment. La vitesse accélérée de ses pensées lui permettent de faire des calculs et des analyses complexes, appréciant la probabilité d'une action donnée. C'est ainsi une joueuse d'échec hors pair.
- Sage peut aussi voir le code génétique des personnes, lisant les séquences d'ADN des mutations latentes ou manifestées. Elle peut donc détecter les mutants et comprendre le fonctionnement de leurs pouvoirs, mieux qu'ils ne le peuvent eux-mêmes. Par contact, elle peut ensuite sélectionner et activer les traits génétiques mutants. La procédure est irréversible et peut entrainer de grands changements chez un individu. Par exemple, elle a fait muter le Fauve en monstre félin, ou fait naitre le pouvoir mutant latent de Slipstream.
- Grâce à son pouvoir d'intellect avancé, Sage possède un don de télépathie mineure, lui servant à contacter autrui à distance, créer des illusions, troubler le système nerveux de ses adversaires ou encore se créer une forme astrale à très courte portée. Elle évite d'utiliser ce talent pour se protéger des autres télépathes, car elle n'a pas de défenses particulières, malgré ce pouvoir.
- Comme son cerveau contrôle parfaitement l'ensemble de ses fonctions motrices, et qu'elle a pu étudier de nombreux artistes martiaux, elle peut reproduire leurs mouvements à la perfection, ce qui fait d'elle une excellente combattante au corps à corps. Elle sait aussi utiliser de nombreuses armes à feu et est une tireuses d'exception.
- Sage utilise souvent des lunettes cybernétiques pour accéder aux réseaux informatiques.
- Elle emploie aussi des dagues et des pistolets, parfois chargés de balles étourdissantes.

## Version alternative
Dans le crossover Age of Apocalypse, le pendant de Sage, nommée Damask, est chargée par Apocalypse de diriger les Dark Raiders, qui doivent suivre Diablo dans son périple vers Avalon. Au départ décrite comme une tueuse sans états d'âme (elle n'hésite pas à tuer sa subordonnée Moonstar qui n'obéissait pas à ses ordres), elle se range du côté d'X-Calibre après être arrivée sur Avalon, et combat Dead Man Wade et le Roi d'ombre.

## Apparitions
- Classic X-Men #6-7
- Marvel Graphic Novel #4
- Marvel Super-Heroes (vol. 3) #11
- New Mutants #23, 51, 54, 61
- New X-Men #140-141
- Spider-Man Team-Up #1
- Uncanny X-Men #132, 151, 169, 182, 189, 208-210, 245, 247, 384, 444-451, 453-455
- X-51 #0, 3-5, 7
- X-Force #49-50
- X-Man #15, 21-24, 28
- X-Man '96 Annual
- X-Men (vol. 1) #132-134
- X-Men (vol. 2) #29, 102-103, 109, 157, 165
- X-Men (vol. 2) 2000 Annual
- X-Men: Hellfire Club #4
- X-Men Unlimited (vol. 1) #29
- X-Treme X-Men #1-23, 25-36, 40-46
- X-Treme X-Men 2001 Annual
- X-Treme X-Men: Savage Land #1-4
- X-Treme X-Men: X-Posé #1-2

## Apparition dans d'autres médias
Sage apparaît dans la novélisation du film X-Men : L'Affrontement final. C'est une nouvelle étudiante entrainée par Wolverine, tout comme Rocket, Danielle Moonstar et Gambit.
Sage apparaît aussi dans la série The Gifted. Interprétée par Hayley Lovitt. Cette version était sans abri avant de rejoindre le Mutant Underground. Après avoir perdu confiance en eux, elle rejoint le Hellfire Club pour combattre le programme Hound de Trask Industries, mais est tuée par Reeva Payge.  Dans cette série, elle possède une intelligence supérieure aux humains. Elle a un puissant niveau d'analyse et une incroyable capacité de stockage d'informations, tel un ordinateur. Son esprit étant basé sur un codage binaire, il n'est pas lisible par les télépathes.